# NGC 1719
NGC 1719 est une galaxie spirale située dans la constellation d'Orion. NGC 1719 a été découverte par l'astronome britannique John Herschel en 1827.

## Caractéristiques
Sa vitesse par rapport au fond diffus cosmologique est de 4 144 ± 27 km/s, ce qui correspond à une distance de Hubble de 61,1 ± 4,3 Mpc (∼199 millions d'al).
À ce jour, une mesure non basée sur le décalage vers le rouge (redshift) donne une distance d'environ 56,200 Mpc (∼183 millions d'al). Cette valeur est tout juste à l'extérieur des valeurs de la distance de Hubble. Notons cependant que c'est avec la valeur moyenne des mesures indépendantes, lorsqu'elles existent, que la base de données NASA/IPAC calcule le diamètre d'une galaxie et qu'en conséquence le diamètre de NGC 1719 pourrait être d'environ 21,4 kpc (∼69 800 al) si on utilisait la distance de Hubble pour le calculer.
La classe de luminosité de NGC 1709 est I.

## Groupe de NGC 1762
NGC 1719 fait partie du groupe de NGC 1762 qui comprend au moins 27 galaxies, dont les galaxies IC 392, NGC 1590, NGC 1633, NGC 1642, NGC 1691, NGC 1713 et NGC 1762.